# Lyces minuta
Lyces minuta là một loài bướm đêm thuộc họ Notodontidae. Nó là loài đặc hữu của miền đông Ecuador.